# Volta a Llombardia 1937
La Volta a Llombardia 1937 fou la 33a edició de la Volta a Llombardia. Aquesta cursa ciclista organitzada per La Gazzetta dello Sport es va disputar el 23 d'octubre de 1937 amb sortida i arribada a Milà després d'un recorregut de 252 km.
La competició fou guanyada per l'italià Aldo Bini (Bianchi) per davant del vencedor de l'any anterior Gino Bartali (Legnano) i d'Aimone Landi.

## Classificació general
|    | Ciclista          | Equip        | Temps      |
| -- | ----------------- | ------------ | ---------- |
| 1  | Aldo Bini         | Bianchi      | 7h 34' 05" |
| 2  | Gino Bartali      | Legnano      | + 3' 55"   |
| 3  | Aimone Landi      | Individual   | m. t.      |
| 4  | Severino Canavesi | Ganna        | m. t.      |
| 5  | Pietro Rimoldi    | Ganna        | m. t.      |
| 6  | Carlo Romanatti   | Bianchi      | m. t.      |
| 7  | Pierino Favalli   | Legnano      | + 8' 00"   |
| 8  | Adriano Vignoli   | Maino        | m. t.      |
| 9  | Cesare del Cancia | Ganna        | m. t.      |
| 10 | Luigi Macchi      | Il Littorale | m. t.      |